# Sergei Taneyev
Sergei Ivanovich Taneyev  (tiếng Nga: Серге́й Ива́нович Тане́ев, còn có thể là Sergey Ivanovich Taneyev) là nhà soạn nhạc, nghệ sĩ đàn piano kiệt xuất, nhà sư phạm người Nga.

## Cuộc đời và sự nghiệp
Sergei Taneyev sinh tại Vladimir trong một gia đình quý tộc Nga. Ông bắt đầu học piano từ năm tuổi với một giáo viên riêng. Năm 1865 gia đình ông chuyển đến Moskva.
Sergei Taneyev học âm nhạc tại Nhạc viện Moskva, học piano ở lớp của Nikolay Rubinstein và sáng tác ở lớp của Pyotr Ilyich Tchaikovsky. Năm 1875, ông tốt nghiệp và là sinh viên đầu tiên trong lịch sử của nhạc viện giành được huy chương vàng ở cả hai phần sáng tác và biểu diễn piano. Ông cũng là người đầu tiên được trao tặng Huy chương vàng lớn của Nhạc viện; thứ hai là Arseny Koreshchenko và thứ ba là Sergei Rachmaninoff..
Taneyev bắt đầu biểu diễn piano từ năm 1875, lưu diễn cùng với nghệ sĩ violin Leopold Auer. Thời gian sau, Taneyev là giáo sư các bộ môn phối khí, sáng tác và phức điệu.
Lĩnh vực chuyên môn của ông là nghiên cứu đối âm. Ông say mê âm nhạc của Johann Sebastian Bach, Giovanni Palestrina, Johannes Ockeghem và Josquin des Prez.

## Các sáng tác
Sergei Taneyev đã viết:
- Vở opera Oresteya (1894)
- bốn bản giao hưởng
- Các bản overture dựa trên chủ đề Nga
- Các tác phẩm hợp xướng
- 10 bản tứ tấu đàn dây
- Các tác phẩm thính phòng khác
- Những ca khúc

## Đĩa hát
- The Russian Piano Quartet: Taneyev's Piano Quartet in E major, Op. 20; Paul Juon's Rhapsody; and Alexander Borodin's Polovtsian Dances. Performed by the Ames Piano Quartet (Dorian 93215)
- Concert Suite for Violin & Orchestra; Entr'acte; and Oresteya Overture. Performed by the Helsinki Philharmonic Orchestra conducted by Vladimir Ashkenazy và Pekka Kuusisto as violin soloist (Ondine 959-2)
- Trio in E-flat major, Op. 31; Trio in B minor; and Trio in D major. Performed by the Belcanto Strings (MDG 6341003)
- Piano Quintet in G minor, Op. 30; and Piano Trio in D major, Op. 22. Performed by Mikhail Pletnev (piano), Vadim Repin (violin) and Lynn Harrell (cello) joined in the quintet by Ilya Gringolts (violin) and Nobuko Imai (viola) (Deutsche Grammophon 4775419)
- Symphony No. 1; and Symphony No. 3. Performed by the Russian State Symphony Orchestra conducted by Valery Polyansky (Chandos 10390), 2004
- Symphony No. 2; and Symphony No. 4. Performed by the Russian State Symphony Orchestra conducted by Valeri Polyansky (Chandos 9998)
- Symphony No. 4; and the Oresteia Overture, Op. 6. Performed by the Philharmonia Orchestra conducted by Neeme Järvi (Chandos 8953)
- String Quartets 1 and 4. Performed by the Leningrad Taneyev Quartet. Reissue of a Melodiya LP on Northern Flowers NF/PMA 9933 (and the other quartets, in five volumes.)
- String Quartets 8 and 9. Performed by the Leningrad Taneiev Quartet. (Melodiya MA 12411; reissued on Olympia OCD 128)
- Piano Trio in D; Piano Quartet in E. Performed by the Barbican Piano Trio with James Boyd (viola). (Dutton CDSA 6882)